# Ornithidium lasallei
Ornithidium lasallei är en orkidéart som först beskrevs av Ernesto Foldats, och fick sitt nu gällande namn av Mario Alberto Blanco och Isidro Ojeda. Ornithidium lasallei ingår i släktet Ornithidium och familjen orkidéer. Inga underarter finns listade i Catalogue of Life.